# ビー・パーマー

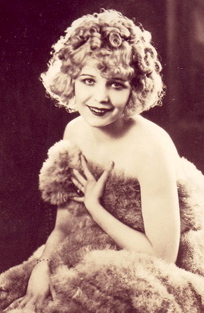
ビー・パーマー（1918年頃）

ビー・パーマー（Bee Palmer、1894年9月11日 – 1967年12月22日）は、アメリカ合衆国イリノイ州シカゴ生まれの歌手、ダンサー。ブロンドの髪、青い瞳で白人女性として理想的な風貌を持っていたとされる。
パーマーは、まず、1910年代後半の「シミー」ダンスの最初の代表的ダンサーのひとりとして注目を集めた。「シミー」に関して彼女は、メイ・ウエストのライバルとされ、またそれ以上の興行上の成功を収めていた。彼女は、「シミー」の創始者として言及されることもあるが、当時から自分が創始者だと主張する者は他にも何人もいた。
1918年には、『ジーグフェルド・フォリーズ (Ziegfeld Follies)』に初出演し、「I Want to Learn to Jazz Dance」を披露している。
彼女は、エメット・ハーディー、レオン・ロポロ、サント・ペコラら有名ミュージシャンたちを擁した初期のジャズ・バンドと一緒に各地を巡業をしたが、バンドの一員で、ピアニスト、ソングライターだったアル・シーゲル (Al Siegel) と、彼女は結婚した。このバンドは、「ビー・パーマーのニューオリンズ・リズム・キングス (Bee Palmer's New Orleans Rhythm Kings)」と称した。その後、パーマーと別れて活動を続けたリズム・キングスは、メンバーを入れ替えながら、さらに大きな名声を博すようになっていった。
1921年には、ボクシングのチャンピオンだったジャック・デンプシーとの関係が噂され、スキャンダルとなり、訴訟も起こされた。
彼女は、ポピュラー音楽のスタンダード曲「噂はやめてね (Please Don't Talk About Me When I'm Gone)」の共作者としてクレジットされている。
彼女は、その活動時期には発表されなかった録音をいくつか残しており、その中にはフランキー・トランバウアーとのセッションもあった。試験的にプレスされたマスターが残っていたおかげで、この音源は1990年代から2000年代にかけて発表された。
1929年に彼女が録音した「Singin' the Blues」は、この曲をいち早く吹き込んでいたビックス・バイダーベックやフランキー・トランバウアーのソロの旋律に歌詞を載せたもので、ヴォーカリーズの先駆的な試みだったと考えられている。